# Dương Chiếu
Dương Chiếu (giản thể: 杨诏; phồn thể: 楊詔; bính âm: Yáng Zhào, ?-937) là đại hoàng đế cuối cùng của Đại Nghĩa Ninh Quốc. Năm 929, Đông Xuyên tiết độ sứ Dương Càn Trinh phế hoàng đế tự lập Triệu Thiện Chính của Đại Thiên Hưng (Hưng Nguyên Quốc), kiến lập nên Đại Nghĩa Ninh Quốc, cải niên hiệu thành Hưng Thánh. 
Năm 930, Dương Càn Trinh bị em họ là Dương Chiếu tiếm quyền. Dương Chiếu sau đó có được quyền vị, cải niên hiệu thành Đại Minh. Năm 937, Hải Thông tiết độ sứ Đoàn Tư Bình khởi binh ở 37 bộ phía đông Vân Nam chống lại Dương Chiếu. Dương Chiếu binh bại tự sát, Dương Càn Trinh bỏ thành chạy trốn nhưng bị quân của Đoàn Tư Bình bắt được. Đoàn Tư Bình lập nên vương quốc Đại Lý trên lãnh thổ của Đại Nghĩa Ninh.